# Inger Axö
Inger Elisabet Axö, gift Bengtsson, född 19 juni 1939 i Bromma i Stockholm, död 14 augusti 1986 i Österåkers församling i Stockholms län, var en svensk skådespelerska och sångerska.
Inger Axös karriär inleddes när hon i början av 1950-talet deltog i talangtävlingen Bromma-Spånga-paraden, där hon vann barnklassen. 1953 fick hon sina första filmroller, dels i Åsa-Nisse på semester, dels i Mästerdetektiven och Rasmus, där hon spelade Eva-Lotta. Året därpå gjorde hon sin första skiva på skivmärket Cupol, "Den lille skomakaren".
Axö valdes till Miss China 1960, vilket innebar att hon hade egna framträdanden i Chinavarieten.[källa behövs] Samma år spelade hon med i filmen Åsa-Nisse som polis, där hon hade en större roll. Axö gjorde tre singelskivor och fyra EP-skivor innan hon i mitten på 1960-talet gifte sig och lämnade artistkarriären.
Hon var tvillingsyster till Yvonne Axö  och de turnerade tillsammans i folkparkerna. Systrarna är begravda i minneslunden på Bromma kyrkogård.

## Filmografi
- 1953 – Åsa-Nisse på semester
- 1953 – Mästerdetektiven och Rasmus
- 1955 – Blockerat spår
- 1955 – Flickan i regnet
- 1956 – Swing it, fröken
- 1960 – Åsa-Nisse som polis
- 1965 – Salta gubbar och sextanter

### Fotnoter
1. 1 2  ”Inger Axö”. Svensk Filmdatabas. http://www.sfi.se/sv/svensk-filmdatabas/Item/?type=PERSON&itemid=64379&ref=%2ftemplates%2fSwedishFilmSearchResult.aspx%3fid%3d1225%26epslanguage%3dsv%26searchword%3dInger+Ax%C3%B6%26type%3dPerson%26match%3dBegin%26page%3d1%26prom%3dFalse. Läst 26 september 2012.